# Деметріос Петрококкінос
Деметріос Петрококкінос (грец. Δημήτριος Πετροκόκκινος, 1878 — ?) — грецький тенісист, срібний призер літніх Олімпійських ігор 1896 в Афінах.

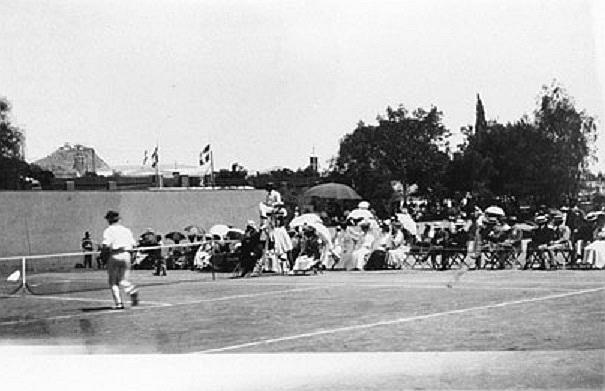
Фінал змагання у парному розряді, Олімпіада 1896

Деметріос Петрококкінос брав участь в обох турнірах на Олімпійських іграх — в одиночному і парному. У першому змаганні, він програв співвітчизнику Евангелосу Раллісу. У парному змаганні він грав у парі також із греком Діонісіосом Касдаглісом. У чвертьфіналі вони обіграли пару греків Константіноса Паспатіса і Евангелоса Ралліса, у півфіналі британця Джорджа Робертсона і австралійця Тедді Флека. Проте у фіналі програли британцеві Джону Пію Боланду і німцеві Фрідріху Трауну з рахунком 1:2, виборовши втім срібні медалі.